# Torslunde Sogn (Lolland Kommune)
Torslunde Sogn 
ist eine Kirchspielsgemeinde (dän.: Sogn)
auf der Insel Lolland im südlichen Dänemark.
Bis 1970 gehörte sie zur Harde Fuglse Herred im damaligen Maribo Amt, danach zur Holeby Kommune im Storstrøms Amt, die im Zuge der  Kommunalreform zum 1. Januar 2007 in der Lolland Kommune in der Region Sjælland aufgegangen ist.
Im Kirchspiel leben 159 Einwohner (Stand: 1. Januar 2023).
Im Kirchspiel liegt die Kirche „Torslunde Kirke“.
Nachbargemeinden sind im Norden Krønge Sogn, im Nordosten Fuglse Sogn, im Südosten Errindlev Sogn, im Süden Olstrup Sogn, im Südwesten Tågerup Sogn und im Nordwesten Holeby Sogn.